# 交通镇
交通镇，原为交通乡，是中华人民共和国四川省内江市市中区下辖的一个乡镇级行政单位。2013年4月，交通乡部分由内江经济技术开发区托管，范围为顺江村、幸福村、晨光村、协力村、曙光村、同意村、前进村、红星村等8个村和交通社区、汉晨社区等2个社区。交通乡的永兴村、三元村、新光村、临江村由交通乡委托给乐贤镇管理。2014年12月，撤乡设镇。

## 行政区划
交通镇下辖以下地区：
交通社区、汉晨社区、前进村、同意村、红星村、永兴村、三元村、临江村、新光村、曙光村、协力村、晨光村、幸福社区村和顺江村。